# Подольский листок
«Подо́льский листо́к» — громадська й літературна газета. Видавалася в Кам'янці-Подільському. Виходила тричі на тиждень з 1(13) січня 1881 року до 6(18) лютого 1882 року.

## Відомості про видання
Видавець-редактор Борис Сторожевський. Секретарем у газеті працював народоволець Микола Стародворський .
Це було перше в місті неофіційне періодичне видання. Вихід припинився через обставини важкі й редакцією не передбачені. Через борги редактор-видавець утік із міста від кредиторів.
Основні відділи газети: «Хроніка кам'янець-подільського життя», «Політичні вісті (міжнародний огляд)», «Суміш», «Внутрішні вісті (сторінками газет)». Друкувалися кореспонденції з різних місць Південно-Західного краю. Від № 34 в газеті з'явилися рубрики «Частина офіційна» та «Частина неофіційна».
Газета вигідно відрізнялася від багатьох провінційних видань 1880-х років ґрунтовністю та різкістю критики деяких сторін суспільно-політичного життя і економічних відносин у Росії. «Подольский листок» доводив на основі аналізу статистичних даних наявність великої кількості малоземельних селян, особливо з числа колишніх дворових, зростання сільського пролетаріату. В низці кореспонденцій наводилися факти важкого матеріального стану та безправ'я робітників на цукрових заводах Подільської губернії, експлуатації дітей і підлітків. Газета критикувала місцеве чиновництво, суд, негативно відгукувалася про «розумово-моральний рівень» сільського духовенства. Основні надії газета покладала на «розвиток земських сил».

## Прикметні публікації
6(18) червня 1881 року в газеті (№ 62) було вміщено такий вірш про стан мостів у Кам'янці-Подільському :
| Град красивый, хоть и древний, Ты вписал в черте своей Замки, фольварки, предместья, Где живут без фонарей. Опоясан речкой Смотрич, Весь пестреешь средь садов, Сколько грязи, беспорядка Между трех твоих мостов! А на тех мостах старинных Сгнило дерево давно, Едешь — крестишься: боишься, Что не выдержит оно. Есть ли тот, кто сосчитает Ямы все на мостовой? Кто перила вновь поставит Здесь и там над крутизной? Думу кто твою разбудит? Кто порядки заведет? Мостовую кто починит Ниже Ветряных ворот? Нет ответа на вопросы… |

Серед дореволюційних газет, які містять значну кількість інформації про операції з нерухомістю та становище у сфері житлового забезпечення громадян у другій половині XIX століття на теренах Правобережної України, кандидат історичних наук, старший науковий співробітник Інституту історії України НАН України Володимир Молчанов називає і «Подольский листок» . На підтвердженя того, що в цілому вивчення еволюції житлового забезпечення тих часів дає змогу зрозуміти, що поступово громадськість і заможні верстви населення змінюють своє ставлення до найменш забезпечених громадян, дослідник наводить такий приклад, почерпнутий із «Подольского листка»: присяжний повірений Ісидор Альбертович Гольдсміт приймав на себе ведення цивільних та кримінальних справ, а для бідних поради надавав безкоштовно .
У газеті друкувався ректор Подільської духовної семінарії Митрофан Симашкевич: «Рахманьский великдень и его происхождение» (1881, № 41), «Обычай сжигать Дидуха» (1881, № 46) .
19(31) травня 1881 року Юхим Сіцінський, навчаючись у Подільській духовній семінарії, видрукував у газеті «Подольский листок» свою першу етнографічну розвідку «Народное предание о Полозе» .